# Martin Davies
Martin Davies, (22 mars 1908 – 7 mars 1975) est un directeur de musée britannique. Il travaille à la National Gallery de Londres de 1930 à 1973, dont il est directeur à partir de 1968.

## Biographie
Davies fréquente la Rugby School, puis étudie les mathématiques et les langues modernes au King's College de Cambridge. Il rejoint le personnel de la National Gallery, institution à laquelle il consacre sa carrière, en tant qu'attaché en 1930. Après avoir été nommé conservateur adjoint en 1932, il appelle à une amélioration des recherches sur les peintures de la collection, ce qui se concrétise finalement dans la série de catalogues inaugurée par Davies et toujours produite par la Galerie aujourd'hui. Ceux-ci établissent de nouvelles normes pour les catalogues de grandes collections et sont largement imités.
Ses travaux universitaires sont interrompus de 1938 à 1941 par la nécessité de trouver un lieu sûr pour les peintures de la National Gallery au début de la Seconde Guerre mondiale, loin des bombardements aériens de Londres. Une fois les œuvres transférées en toute sécurité à la carrière de Manod, près de Ffestiniog, au nord du Pays de Galles, Davies peut mener ses recherches dans un isolement total. Les catalogues des écoles de peinture néerlandaise, française et britannique sont publiés de 1945 à 1946. Le Catalogue des écoles italiennes antérieures, beaucoup plus volumineux, est publié en 1961. Nombre de ces peintures sont désormais couvertes par les volumes publiés de la nouvelle série de catalogues, mais par exemple, seules les peintures françaises du XVIIe siècle sont couvertes par la nouvelle série, tandis que Davies couvrait toutes les périodes françaises.
Davies gravit régulièrement les échelons de la National Gallery jusqu'à sa nomination à la direction en 1968. La campagne publique de 1971 pour l'achat du dernier chef-d'œuvre de Titien; La Mort d'Actéon; est l'un des grands succès de sa direction. L'objectif déclaré de Davies en tant que directeur est de faire de la National Gallery le principal acheteur public de chefs-d'œuvre artistiques, ce qu'il réussit en acquérant des œuvres remarquables du Caravage (Salomé avec la tête de saint Jean-Baptiste), de Tiepolo (Allégorie avec Vénus et le Temps ) et d'Henri Rousseau (Tigre dans une tempête tropicale ).
Davies est fait chevalier en 1972, l'année précédant sa retraite, et est décédé en 1975.